# Westminster-palota
A Westminster-palota (angolul Palace of Westminster, Westminster Palace vagy Houses of Parliament) az Egyesült Királyság parlamentjének épülete, ahol a parlament két háza, a Lordok Háza és a Képviselőház tartja üléseit. A palota Londonban, a Temze északi partján található a City of Westminster kerület szívében, a westminsteri apátság és a kormányzati negyed (a Whitehall és a Downing Street) közelében. Az elnevezés valójában két, ugyanazon a helyen álló építményre is vonatkozik. A középkorban épült Old Palace (régi palota) 1834-ben leégett, ennek helyére épült a ma is álló New Palace (új palota). Az új palota megőrizte eredeti címét, ma is a ceremoniális alkalmakra szolgáló királyi rezidenciaként szolgál.

## Története
A 11. században építették itt az első királyi palotát, és a Westminster volt az angol királyok elsődleges londoni székhelye 1512-ig, amikor tűzvész pusztította el az épületegyüttes nagy részét. Ezután az épület a már a 13. század óta itt ülésező parlament otthonaként és a legfőbb királyi bíróság (Royal Courts of Justice) székhelyeként szolgált. 1834-ben még nagyobb tűz pusztított az átépített palotában, amit a jelentősebb építmények közül csupán a Westminster-csarnok, a Szent István-kerengő, a kriptában lévő Szent István-kápolna és az Ékszertorony élt túl.
A palota újjáépítésére kiírt pályázatot késő gótikus stílusú tervével Charles Barry építész nyerte meg. A régi palota maradványait a különálló Ékszertorony kivételével belefoglalták a sokkal nagyobb újba, mely két sor belső udvar körül szimmetrikusan elrendezett 1100 szobát tartalmaz. Az új palota 3,24 hektárnyi területének a 265,8 méternyi folyópartra néző részét, ahol a főhomlokzat épült fel, a Temze medrének részbeni feltöltésével alakították ki. Barryt Augustin W. N. Pugin segítette, aki nagy tekintélynek számított a gótikus építészet és stílus terén, ő tervezte a palota díszítését és bútorzatát. Az építkezés 1840-ben kezdődött és harminc évig tartott, nagy késedelemmel és túlköltekezéssel járt, ez alatt elhunyt mindkét vezető tervező. A belső díszítőmunkák a megszakítások miatt a 20. században is folytatódtak. Azóta London légszennyezése miatt jelentős karbantartási munkákat végeztek a palotán, és kiterjedt helyreállításra volt szükség a második világháború után, beleértve a képviselőházi ülésterem újjáépítését egy 1941-es bombatalálat után.
A palota az Egyesült Királyság politikai életének egyik központja, a Parlamentet gyakran csak „Westminsternek” nevezik, és a „westminsteri típusú kormányzati rendszer” is innen kapta a nevét. Óratornya, mely fő harangja után a Big Ben néven vált híressé, London és általában Anglia egyik legmeghatározóbb jelképe, a város egyik legnépszerűbb turistalátványossága és a parlamentáris demokrácia szimbóluma. A Westminster-palota 1970 óta elsőrendű műemlék és 1987 óta a világörökség része.